# Takanori Miyake
Takanori Miyake (三宅 貴憲 Miyake Takanori?, nacido el 15 de febrero de 1992 en Osaka) es un futbolista japonés que se desempeña como guardameta.

## Trayectoria

### Clubes
| Club            | País  | Año         |
| --------------- | ----- | ----------- |
| Blaublitz Akita | Japón | 2014 - 2015 |
| Fujieda MYFC    | Japón | 2016 - 2017 |

## Estadística de carrera

### J. League
| Club            | Año   | J. League | J. League | Copa J. League | Copa J. League | Total | Total |
| Club            | Año   | Part.     | Goles     | Part.          | Goles          | Part. | Goles |
| --------------- | ----- | --------- | --------- | -------------- | -------------- | ----- | ----- |
| Blaublitz Akita | 2014  | 5         | 0         | -              | -              | 5     | 0     |
| Blaublitz Akita | 2015  | 0         | 0         | -              | -              | 0     | 0     |
| Fujieda MYFC    | 2016  | 26        | 0         | -              | -              | 26    | 0     |
| Fujieda MYFC    | 2017  | 5         | 0         | -              | -              | 5     | 0     |
| Total           | Total | 36        | 0         | 0              | 0              | 36    | 0     |